# Caiophora scabra
Caiophora scabra là một loài thực vật có hoa trong họ Loasaceae. Loài này được (Miers) Urb. mô tả khoa học đầu tiên năm 1894.